# Толстой, Дмитрий Николаевич
Граф Дми́трий Никола́евич Толсто́й (12 (24) марта 1806 — 14 (26) марта 1884) — государственный деятель, писатель (псевдоним Знаменский, по имени родового имения), археолог, церковный историк, мемуарист из рода Толстых, тайный советник. В 1856—1861 годах последовательно рязанский, калужский и воронежский губернатор.

## Биография
Дмитрий Николаевич Толстой родился 12 марта 1806 года в селе Знаменское Данковского уезда Рязанской губернии. Сын графа Николая Федоровича Толстого (ум. 2 июня 1820) и его жены Натальи Андреевны, урожденной княжны Львовой.
Получив домашнее образование, службу начал во временном комитете прошений, который был учрежден в 1826 году в Москве в связи с коронацией императора Николая I. В конце сентября того же года этот комитет был закрыт. Толстого по ходатайству С. А. Маслова приняли в комиссию прошений, находящуюся в Санкт-Петербурге. Там Толстой прослужил более 10 лет производителем дел 1-й экспедиции, у него также были в производстве дела 1-го и 4-го департаментов Сената.
В 1831 году Толстой принимал участие в подавлении Польского восстания, участвовал в штурме Варшавы, был правителем канцелярии при графе Строганове и вел дела по военно-гражданскому управлению Царства Польского.
С 1839 по 1844 — директор Нижегородской городской ярмарки. С 1845 — чиновник Министерства внутренних дел. В 1845—1846 служил в канцелярии рижского генерал-губернатора Е. А. Головина, где заведовал «Особой канцелярией по секретной части».
С ноября 1847 — чиновник для особых поручений при министре внутренних дел, много ездил по всей России с ревизиями губернских и уездных учреждений. В 1852 году принимал участие в работе Комиссии по установлению места захоронения Дмитрия Пожарского. В 1853 году — вице-директор хозяйственного департамент, с 1854 — вице-директор департамента полиции исполнительной.
С 16 февраля 1856 года Толстой назначен временно управлять Рязанской губернией. 6 июля 1856 года был назначен Калужским гражданским губернатором. Вступил в управление губернией 23 сентября 1856 года. 27 июля 1858 года оставил пост.
На 1856 год Дмитрий Николаевич имел награды: ордена св. Анны I степени, св. Станислава I степени, польский знак отличия «За военное достоинство» 4 степени, бронзовую медаль в память войны 1853—1856, знак отличия беспорочной службы за 25 лет.
С 1858 по 1861 годы Толстой занимал должность Воронежского гражданского губернатора. 9 апреля 1861 года был уволен со службы и жил в деревне. В августе 1861 года назначен директором департамента полиции исполнительной. 17 апреля 1863 года был подписан приказ об увольнении Дмитрия Николаевича со службы. Император пожаловал Толстому 4 тысячи десятин земли в Самарской губернии, что существенно поправило его расстроенные дела.
Будучи в отставке, Толстой возглавлял Общество истории и древностей российских при Московском университете (1876—1879), писал воспоминания о своей служебной и личной жизни, о людях и событиях, к которым имел отношение. Толстой близко знал А. С. Пушкина.
Определением Правительствующего сената, от 20 марта 1878 года, тайному советнику графу Дмитриевичу Николаевичу Толстому дозволено присоединить к фамилии своей название заповедного имения своего, села Знаменского, и именоваться впредь, с нисходящим потомством, графом Толстым-Знаменским. 
Последние годы своей жизни граф Дмитрий Николаевич Толстой-Знаменский жил в Сергиевом Посаде под Москвой и умер там 14 марта 1884 года в возрасте 78 лет.
Дмитрий Николаевич был холост, детей не имел.

## Литературная деятельность
В исторических журналах Толстой печатал отрывки из своих воспоминаний о служебной деятельности за подписью «Гр. Дмитрий Т. Знаменский». После смерти Толстого напечатаны его воспоминания о молодости и о службе в департаменте полиции «Записки гр. Д. Н.Т-го» (Русский архив, 1885, т.2). Известен также как издатель сочинений поэта А. Д. Кантемира.